# Kopčany
Kopčany (Hongaars: Kopcsány, Duits: Koptschan) is een Slowaakse gemeente in de regio Trnava, en maakt deel uit van het district Skalica. Kopčany telt 2584 inwoners.

## Bezienswaardigheden
- Sint-Margaretha-van-Antiochiëkerk